# Defensive line
Defensive line, linia obrony – podformacja drużyny broniącej w futbolu amerykańskim.
Linia obrony składa się z trzech do sześciu zawodników, liniowych (defensive linemen), ustawiających się w szeregu, tuż przy linii wznowienia gry, którzy po rozpoczęciu próby starają się szarżować rozgrywającego zanim poda piłkę do przodu lub do biegaczy ataku zanim zdobędą pole.
Zawodnicy charakteryzują się tym, że ustawiają się w „trójce” lub „czwórce”, czyli odpowiednio trzy lub cztery kończyny zawodnika znajdują się na ziemi. To ustawienie daje zawodnikom linii obrony większą stabilność i siłę podczas początkowego przepychania z linią ataku.